# Villa Primavesi
Villa Primavesi (Tsjechisch: Vila Primavesi) is een villa gebouwd in de Weense Secessionstijl in de Tsjechische stad Olomouc. Villa Primavesi is vernoemd naar de familie Primavesi, een bankiers- en ondernemersfamilie met Noord-Italiaanse wortels die zich tegen het einde van de 18e eeuw in Olomouc had gevestigd. De villa is sinds 2010 een nationaal cultureel monument (národní kulturní památka).

## Geschiedenis
De villa is tussen 1905 en 1906 gebouwd op basis van een ontwerp van de Weense architecten Franz von Krauss a Josef Tölk. Tien jaar later al werd Villa Primavesi verbouwd onder leiding van architect Josef Hoffmann. Na de Eerste Wereldoorlog verliet de familie Primavesi tussen 1918 en 1922 de villa en verhuisde naar Wenen. Villa Primavesi kwam in 1926 in handen van František Koutný die er een privaat sanatorium in vestigde. De villa werd voornamelijk aan de binnenkant stevig verbouwd, waarbij de 1e en 3e verdieping opnieuw ingedeeld werden en enkele kunstwerken werden verwijderd. In 1939 werd Robert Pospíšil eigenaar van het sanatorium.
Na de Tweede Wereldoorlog werd in 1948 het sanatorium genationaliseerd en omgebouwd tot een vestiging van het Okresní ústav národního zdraví (Districtinstituut voor volksgezondheid). In deze tijd is de rest van het interieur langzaam vernield. De villa werd in de jaren 80 van 20e eeuw uitgeroepen tot een cultureel monument van de moderne architectuur. In 1992 is Villa Primavesi teruggegeven aan de erfgenamen van Robert Pospíšil, de financiering voor een renovatieplan kwam niet rond en de verpaupering versnelde.
De restauratie van het gebouw vond uiteindelijk tussen 1997 en 2007 in etappen plaats met de terugkeer het oorspronkelijke inventaris en reconstructie van de façade. Villa Primavesi is in 2010 tot een nationaal cultureel monument uitgeroepen.

## Galerij

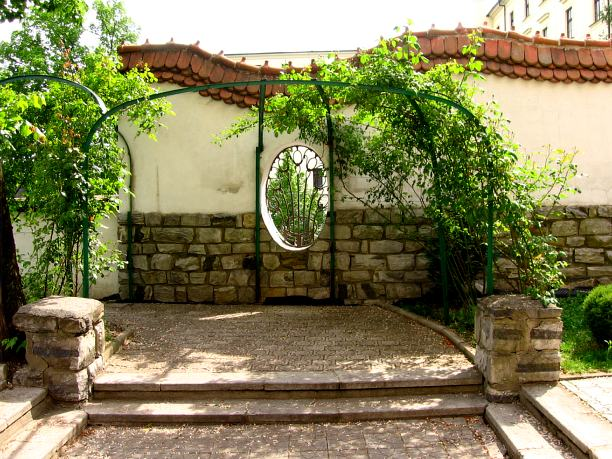
Pergola met rozen in de tuin van de villa
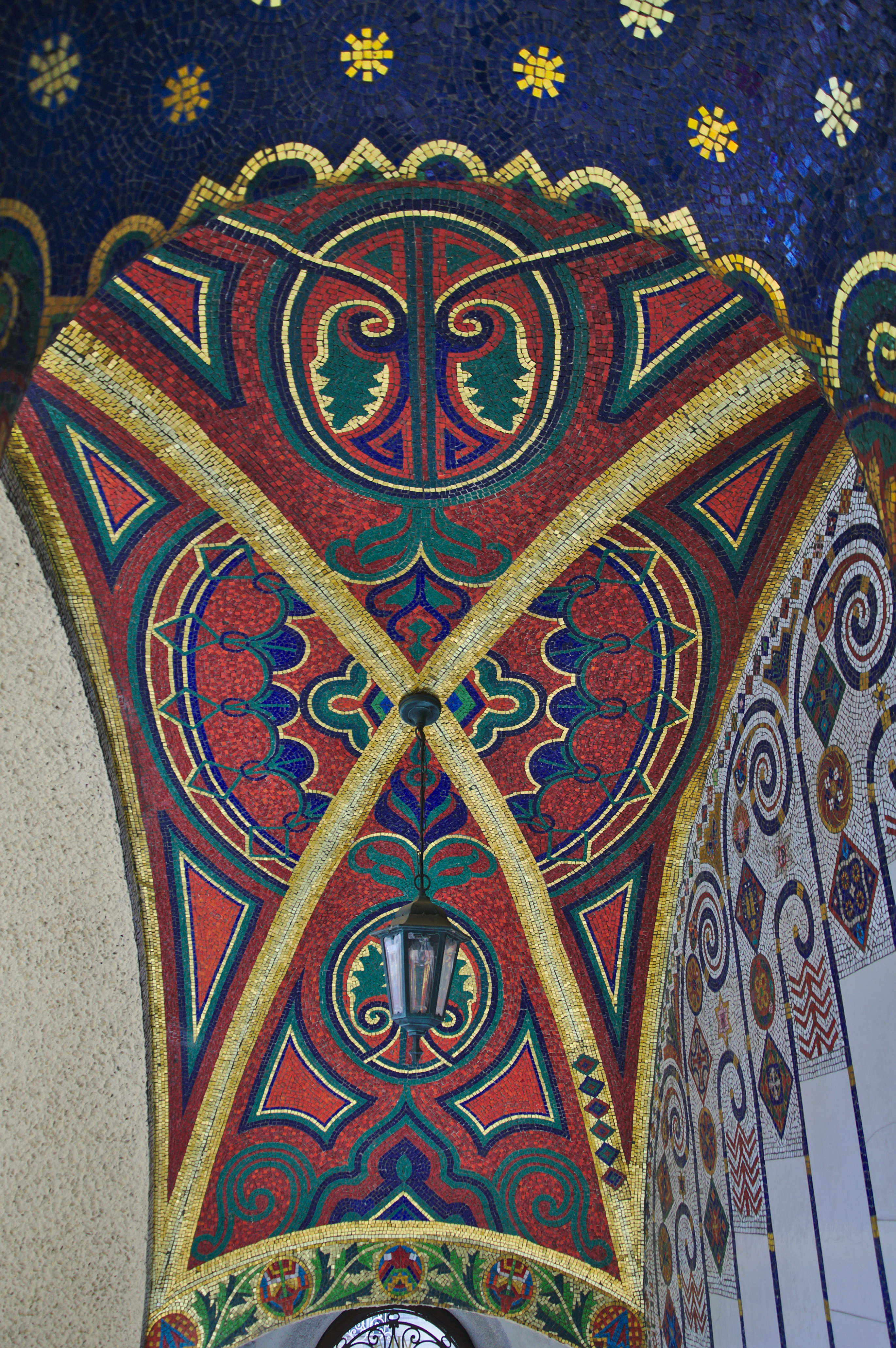
Mozaïek boven de hoofdingang
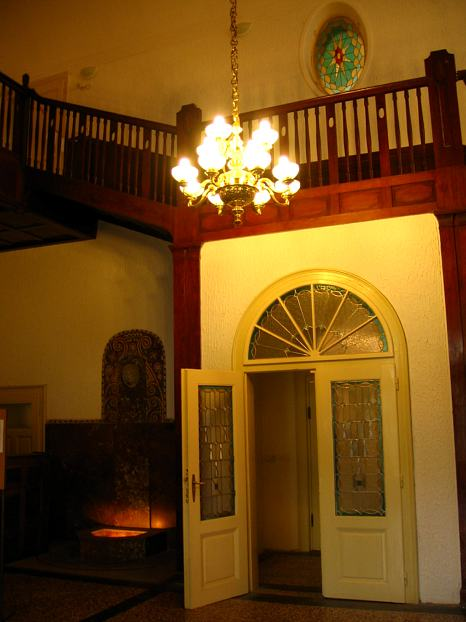
Aanblik op het woonvertrek
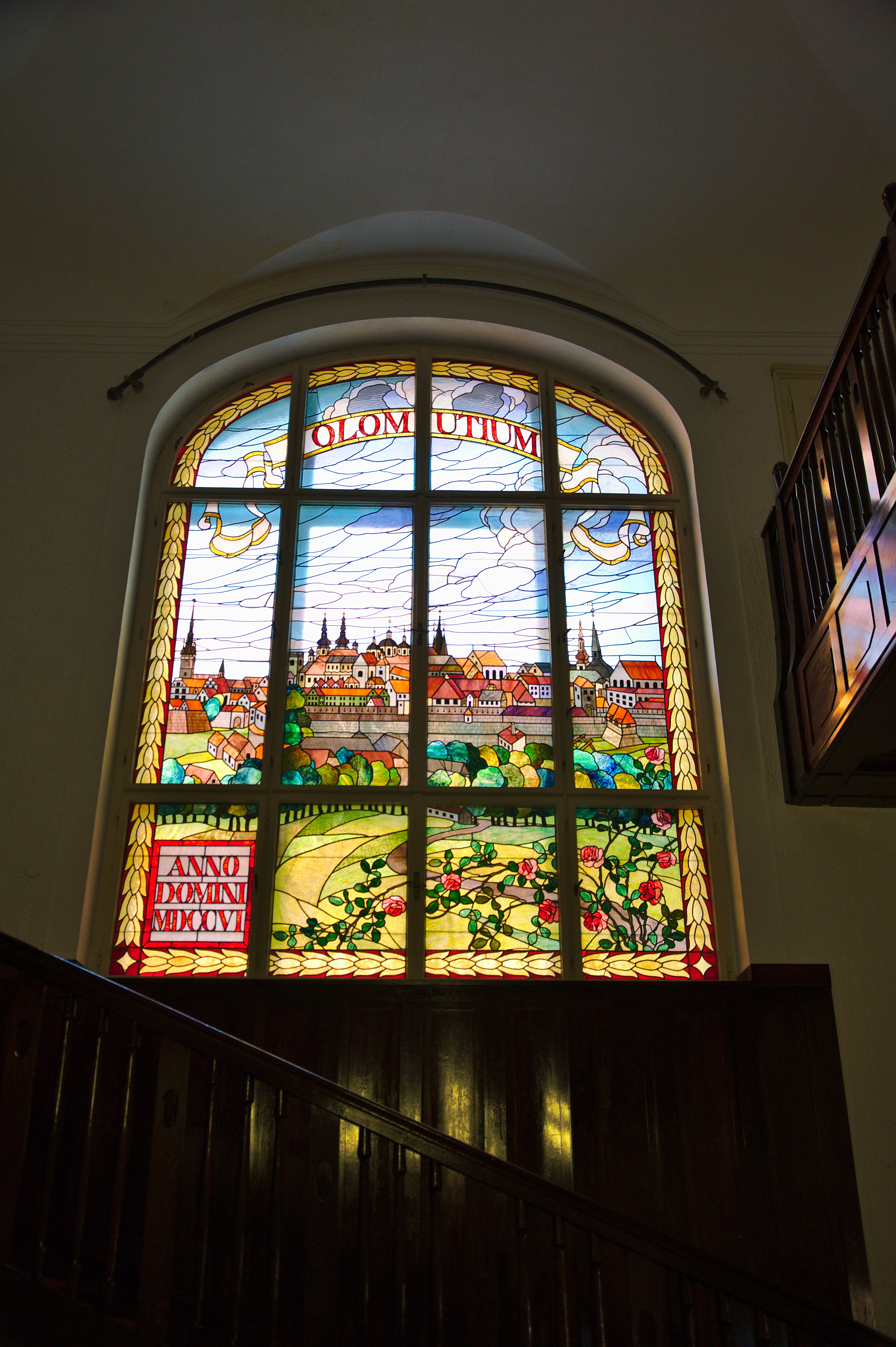
Een glas-in-loodafbeelding van de stad Olomouc
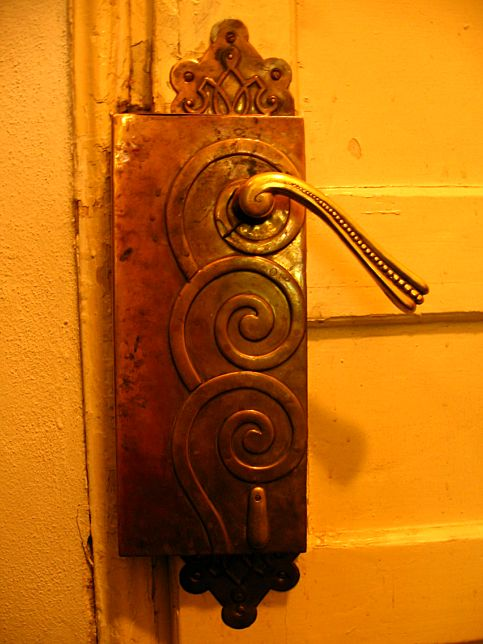
Een deurklink van de deuren van de hoofdingang
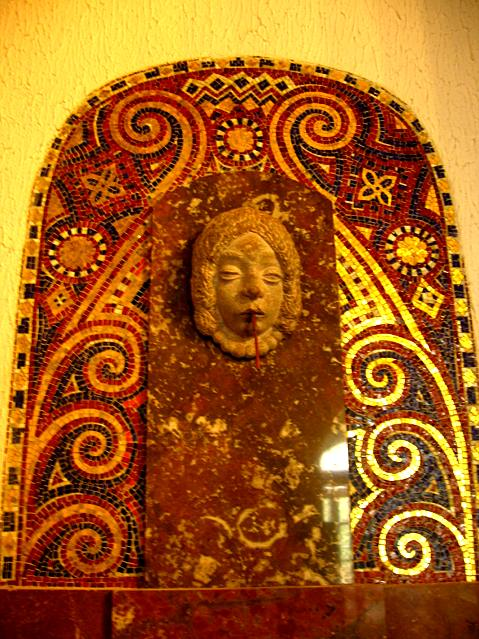
Een fontein in mozaïek
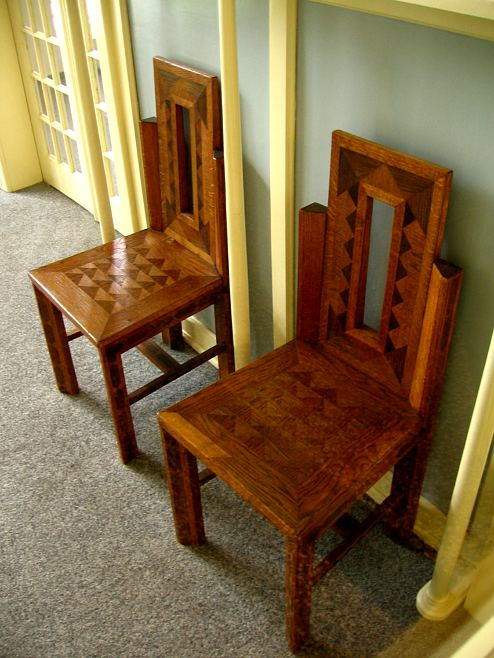
Originele sezessionstil-stoelen
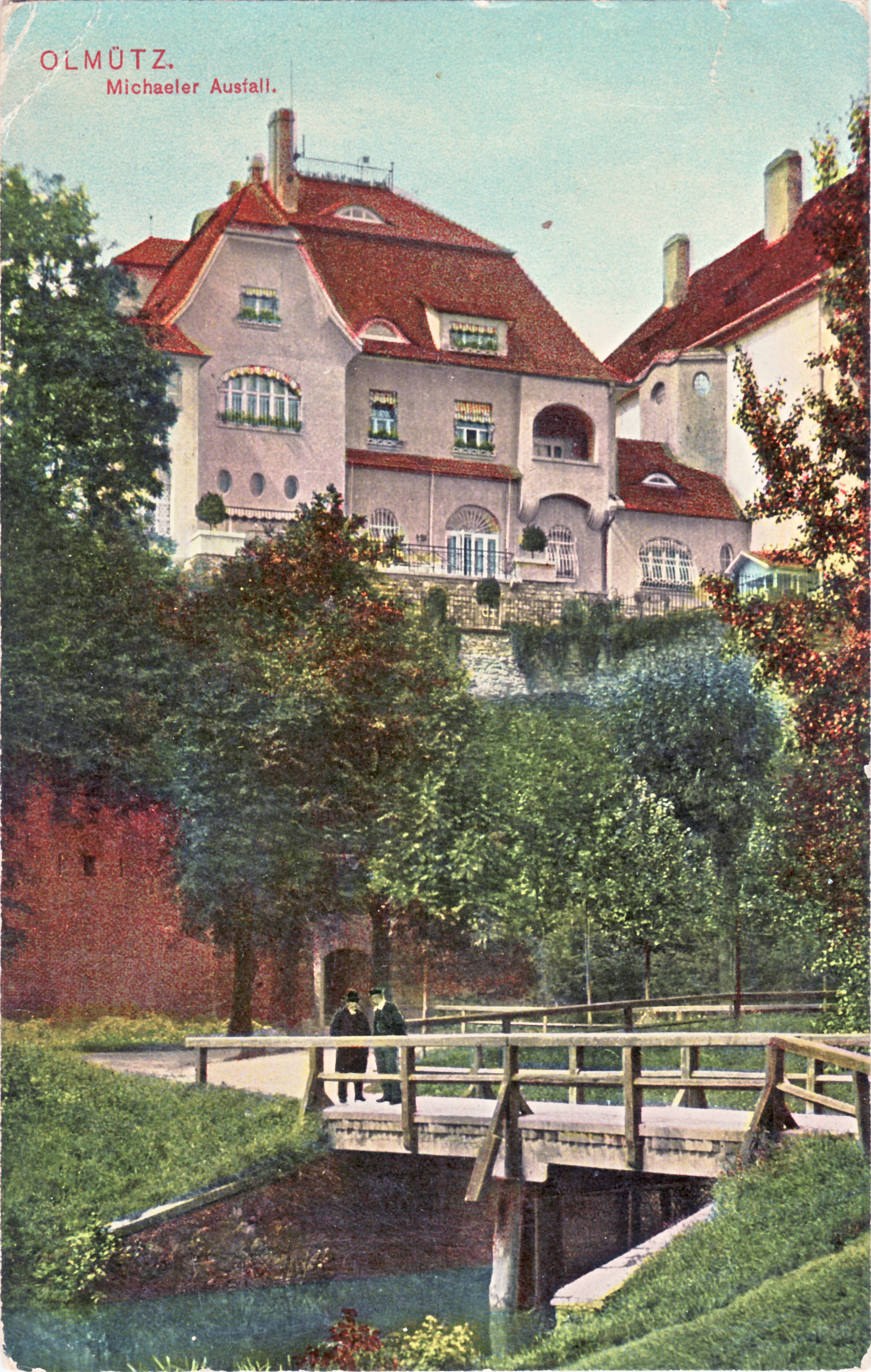
De villa rond 1918 vanuit het park Bezručovy sady gezien